# Plemnik

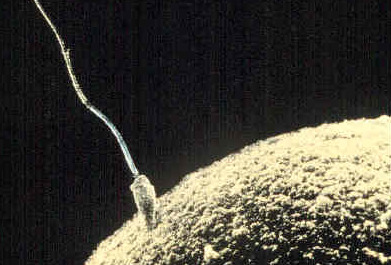
Plemnik obok komórki jajowej

Plemnik, spermatozoid – gameta męska, haploidalna komórka rozrodcza wytwarzana przez gonadę osobnika płci męskiej służąca do rozmnażania płciowego. Plemniki występują zarówno u zwierząt, jak i u roślin.
Plemniki po raz pierwszy zaobserwował w 1677 roku Antoni van Leeuwenhoek. U człowieka zwykle w jednej porcji nasienia wydzielanego podczas wytrysku jest od 100 do 500 milionów plemników.

## Morfologia plemnika

Budowa plemnika ludzkiego

U większości grup systematycznych zwierząt plemniki zbudowane są główki i wici, zwanej też ogonkiem. Główka zawiera zwykle jądro komórkowe, akrosom, cytoszkielet i niewielką ilość cytoplazmy. U różnych organizmów ma różny kształt, np. u gąbek jest kulista, u owadów pałeczkowata, u gryzoni sierpowata lub owalna i spłaszczona, ten ostatni kształt ma także główka u człowieka i królika. Wielkość plemników jest zróżnicowana – najdłuższe, osiągające 16,5 mm są u muchówki Drosophila pachea. U ludzi plemnik liczy blisko 6 μm długości; przykładowo zaś u zięby (Fringilla coelebs) sama wić liczy 26 μm długości. Wśród ssaków najdłuższe plemniki ma chomiczek syryjski, zaś najkrótsze – walenie. Witka umożliwia plemnikom poruszanie się, z czym związana jest też obecność licznych mitochondriów w szyjce (wstawce) łączącej główkę z wicią. Ludzkie plemniki poruszają się z szybkością ok. 0,1 mm/s, podczas gdy u kury ok. 17 μm/s.
W przypadku roślin plemnik składa się tylko z jądra komórkowego i niewielkiej ilości cytoplazmy. Zaopatrzony jest w wić lub wici tylko w przypadku plechowców, mszaków, paprotników i niektórych nagonasiennych (wiele wici mają np. plemniki miłorzębu). Kształt plemnika u tych roślin może być kulisty, gruszkowaty, nitkowaty, sam plemnik może być w różnym stopniu skręcony. U okrytonasiennych bezwiciowe komórki plemnikowe przenoszone są do komórki jajowej za pomocą łagiewki.

## Biochemiczny skład główki plemnika
Główka plemnika to w 96% nukleoproteina, składająca się głównie z DNA i białek zasadowych. Zawartość DNA w plemnikach odpowiada połowie zawartości w komórkach somatycznych. Najlepiej poznanymi białkami zasadowymi są protaminy występujące w plemnikach ryb. Zastosowanie detergentów wiążących grupy SH pozwoliło izolować białka zasadowe plemników ssaków. Zasadowe keratynopodobne białka histonowe plemników buhaja składają się z 47 reszt aminokwasowych z alaniną jako N-końcowym oraz glutaminą jako C-końcowym aminokwasem.
Funkcja białek zasadowych:
- udział w powstaniu linii opływowej plemnika podczas zagęszczenia chromatyny w procesie dojrzewania plemników
- ochronna i stabilizująca genom
- inhibicja ekspresji genów.

Powyższą funkcję białka zasadowe uzyskują po okresie dojrzewania plemników w najądrzach.

## Produkcja plemników
Plemniki u kręgowców powstają w kanalikach nasiennych jąder w wyniku spermogenezy, po czym dojrzewają w najądrzu. Plemniki roślinne i grzybowe zwykle powstają w plemniach.
Jeden cykl spermogenezy trwa około 16 dni. Do wytworzenia w całości dojrzałej spermy potrzebne jest około 5 cykli, czyli ponad 2 miesiące. Choroby przebyte podczas pierwszego cyklu w przeciągu potrzebnych pięciu, np. wysoka gorączka, infekcje, zapalenia nerek, jądra, najądrzy, prostaty, anemia, urazy jądra, nowotwór (chemioterapia), zaburzenia metaboliczne np. cukrzyca, hemochromatoza, także leki przeciwcukrzycowe, oraz przeciwnadciśnieniowe, zaburzenia hormonalne (np. niewydolność pętli gonadalnej podwzgórze-przysadka mózgowa, a co za tym idzie niedobór testosteronu) mogą wpłynąć na dojrzałą spermę i pogorszyć jej jakość, pomimo dobrego stanu zdrowia pacjenta po chorobie (w czasie badania). Dlatego zaleca się, by pary planujące dzieci odłożyły we wskazanych wyżej przypadkach poczęcie na 76 dni (ok. 2,5 miesiąca), bo tyle czasu zajmuje pełna wymiana populacji plemników.